# Дубельт, Павел Петрович
Дубельт Павел Петрович (24 июня 1827 — 27 апреля 1904, Кишиневская епархия) — генерал-майор, командир 100-го пехотного Островского полка; командир 2-й бригады, 14-й пехотной дивизии, по армии пехоты. Участвовал в Венгерском походе 1849 года, Крымской войне, усмирении Польского восстания 1863 года.

## Биография
- 1847 год — получил образование в 1-м кадетском корпусе.

### Продвижение в звании
- С 14 августа 1847 года — офицер Ладожского 16-го пехотного полка.
- С 24 апреля 1849 года — подпоручик/прапорщик.
- С 6 декабря 1855 года — поручик в лейб-гвардии Семеновском полку.
- С 17 апреля 1862 года — штабс-капитан в Лейб-Гвардии Семеновском полку.
- С 27 марта 1866 года — капитан в Лейб-Гвардии Семеновском полку.
- С 20 апреля 1869 года — полковник.
- С 15 мая 1883 года — генерал-майор.

### Продвижение по должности
- С 1 июня 1864 года по 31 мая 1869 года (в течение 4 лет 11 месяцев) — командир роты,
- С 1 июня 1869 года по 30 июля 1874 года (в течение 5 лет 1 месяца) — командир батальона,
- С 31 июля 1874 года по 13 мая 1886 года — командир 100-го пехотного Островского полка (полк квартировался в Витебской губернии, в Витебске и в Динабурге)
- С 13 мая 1886 года по 1899 год (как минимум) — командир 2-й бригады, 14-й пехотной дивизии, по армии пехоты.

### Продвижение по войскам
- 1847 год — зачислен в Ладожский полк.
- 1851 год — выбыл из Ладожского полка и зачислен в лейб-гвардии Семеновский полк.
- 1874 год — выбыл из лейб-гвардии Семеновского полка.

## Награды

### Награды Российской империи
- 1849 год — Серебряная медаль за усмирение Венгрии и Трансильвании в 1849 году.
- 1856 год — Бронзовая медаль в память войны 1853—1856 годов.
- 1858 год — Орден Святого Станислава 3 степени.
- 1864 год — Орден Святой Анны 3 степени.
- 1864 год — Медаль за усмирение польского мятежа 1863—1864 годов
- 1866 год — Орден Святого Станислава 2 степени.
- 1871 год — Орден Святого Станислава 2 степени с императорской короной.
- 1873 год — Орден Святого Владимира 4 степени .
- 1878 год — Орден Святой Анны 2 степени.
- 1882 год — Орден Святого Владимира 3 степени с бантом.
- 1882 год — Единовременно 4000 рублей, взамен земли.
- 1888 год — Орден Святого Станислава 1 степени.

### Иностранные награды
- 1873 год — Орден Прусской короны 2 степени
- 1874 год — Орден Австрийский, командорский крест Франца Иосифа.

## Семья
- Отец — Дубельт Пётр Васильевич, генерал-майор, командир 1-й легкой кавалерийской дивизии.
- Брат — Дубельт Константин Петрович.
- Женат.
- Дочь.